# Nasunięcie Glarus
Nasunięcie Glarus (niem. Glarner Überschiebung) – nasunięcie w Alpach Glarneńskich na terenie północno-wschodniej Szwajcarii.
Obszar, na którym doszło do nasunięcia, dokumentujący proces formowania się gór w wyniku zderzenia kontynentalnych płyt tektonicznych, został wpisany w 2008 roku na listę światowego dziedzictwa UNESCO pod nazwą Szwajcarska arena tektoniczna Sardona.

## Geografia
Nasunięcie Glarus jest jednym z największych nasunięć na świecie (odwróconych uskoków, nachylonych pod bardzo małym kątem) , gdzie poziome przemieszczanie mas skalnych miało miejsce na dystansie ponad 50 km. Znajduje się w Alpach Glarneńskich na terenie północno-wschodniej Szwajcarii  (pod względem administracyjnym nasunięcie Glarus przebiega przez kantony St. Gallen, Glarus i Gryzonii). Nasunięcie wznosi się z ok. 600 m n.p.m. w dolinie Surselva na wysokość ponad 3000 m n.p.m. na szczytach Hausstock, Vorab, Piz Segnas i Ringelspitz.
Przemieszczanie poziome mas skalnych miało miejsce względem bardzo słabo nachylonej powierzchni nieciągłości (powierzchni nasunięcia) w kierunku północnym i północno-zachodnim. Do przemieszczenia doszło w okresie oligocenu i miocenu.
Nasunięcie Glarus oddziela strefę płaszczowinową helwecką od wewnętrznej strefy płaszczowinowej). Zaznacza się wyraźną poziomą linią biegnącą w poprzek stromych zboczy skalnych, oddzielającą położone wyżej, starsze wiekiem, ciemne, szaro-zielone lub fioletowo-czerwone skały Grupy Verrucano od położonych niżej, młodszych, jaśniejszych wapieni i skał fliszu. Wiek skał Grupy Verrucano szacowany jest na 250–300 milionów lat, wapieni na 100–150 milionów lat a skał fliszu na 35–50 milionów lat. W niektórych miejscach różnica wieku skał na przestrzeni kilku centymetrów wynosi ponad 200 milionów lat. 

## Historia badań geologicznych

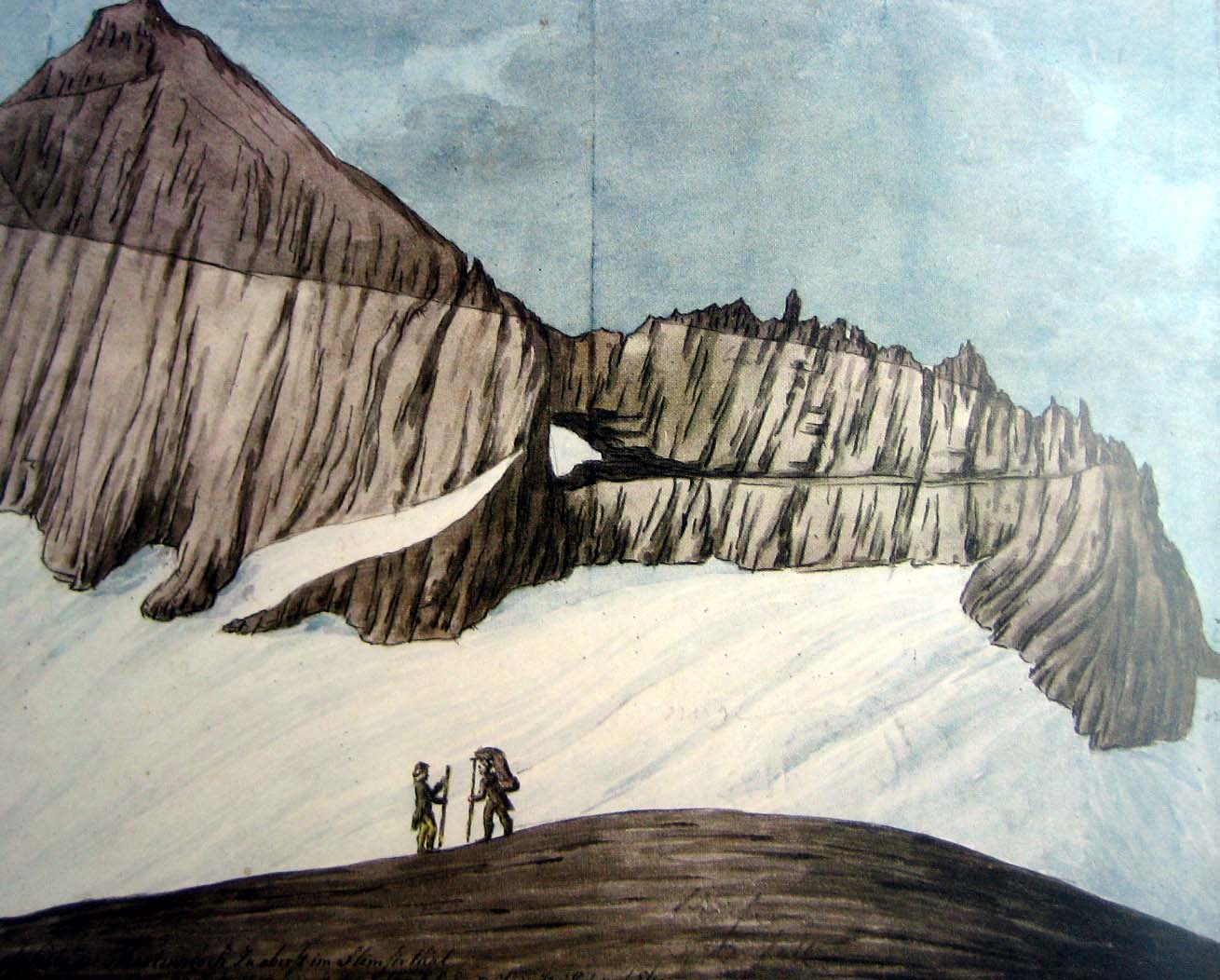
Tschingelhörner i Martinsloch z wyraźnie zaznaczoną linią nasunięcia Glarus, akwarela Hansa Conrada Eschera von der Lintha (1812) – jedno z pierwszych ujęć nasunięcia Glarus

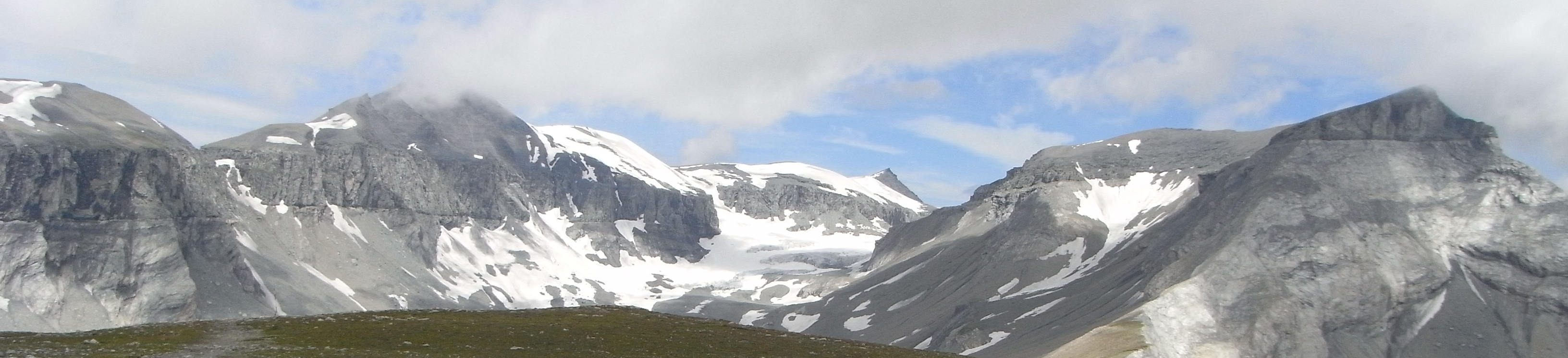
Nasunięcie Glarus na Piz Segnas

Obszar, na którym doszło do nasunięcia, dokumentujący proces formowania się gór w wyniku zderzenia kontynentalnych płyt tektonicznych, został wpisany w 2008 roku na listę światowego dziedzictwa UNESCO , a polska nazwa wpisu według Polskiego Komitetu ds. UNESCO to Szwajcarska arena tektoniczna Sardona. Wpis obejmuje górzysty teren o powierzchni 328,5 km², z siedmioma szczytami o wysokości powyżej 3000 m n.p.m. i doskonałą ekspozycją skał nasunięcia .
Wyjątkowy geologiczny charakter obszaru przyciągał tu geologów od XVIII w. i region stał się jednym z najważniejszych geologicznych stanowisk badawczych . Geneza nasunięcie Glarus doczekała się wielu teorii. 
Pierwszym badaczem nasunięcia był szwajcarski uczony i polityk Hans Conrad Escher von der Linth (1767–1823), który w 1897 roku zwrócił uwagę na specyficzne ułożenie skał w Alpch Glarneńskich – wbrew ówcześnie przyjętej teorii, że wapienie mezozoiczne leżą nad skałami Grupy Verrucano. Jego obserwacjom zaprzeczał niemiecki geolog Leopold von Buch (1774–1853). 
Syn von der Lintha, geolog Arnold Escher von der Linth (1807–1872) potwierdził młodszy wiek niżej położonych skał i w połowie XIX w. pisał o „kolosalnym nasunięciu”. Jego obserwacje potwierdził brytyjski geolog Roderick Murchison (1792–1871). Jednak sam Escher von der Linth zaczął wątpić w swoje tłumaczenia, wysuwając teorię podwójnego fałdowania, która pogwałcała prawa geometrii i mechaniki. Zwolennikiem tej teorii był m.in. student von der Lintha Albert Heim (1849–1937), któremu udało się przekonać do niej ówczesnych geologów. 
W 1884 roku francuski badacz Marcel Bertrand (1847–1907) wydal krotka rozprawę, w której opowiedział się za bardziej prawdopodobną teorią nasunięcia. Jednak jego publikacja przeszła raczej niezauważona. Dopiero w 1892 roku austriacki badacz, specjalizujący się w geologii Alp Eduard Suess (1831–1914) przyznał rację Bertrandowi, lecz Heim pozostawał nieprzekonany. Wobec kolejnych prac Hansa Schardta (1858–1931), Maurice’a Lugeona (1870–1953) i Pierre’a Termiera (1859–1930), Heim zaakceptował teorię nasunięcia w 1903 roku. 
W pierwszej połowie XX w. przeprowadzono intensywne badania nasunięcia, które jest szczególnie dobrze widoczne w miejscu nazywanym „Lochsite” w dolinie Sernftal koło Glarus Süd. Nauczyciel rysunku Jakob Oberholzer (1862–1939) sporządził dokładne mapy geologiczne regionu i w 1933 roku wydał Geologie der Glarneralpen ze szczegółowymi opisami. Syn Alberta Heima, geolog Arnold Heim (1882–1965) wydał pracę monograficzną o grupie Churfirsten-Mattstogg z modelem analizy stratygraficznej i osadowej. 
W latach 60. XX w. chiński geolog Kenneth Hsu (ur. 1929) przeprowadził analizę procesów nasunięcia. Fenomen nasunięcia Glarus pomogła wytłumaczyć teoria płyt tektonicznych. W latach 70. i 80. Adrian Pfiffner zbadał przemieszczenia wzdłuż uskoków i mechanizmy deformacji wapieni w „Lochsite”. Stefan M. Schmid (ur. 1943) na podstawie wapieni w „Lochsite” przeprowadził analizy mechanizmów deformacji w mylonitach w trakcie procesów tektonicznych. Martin Frey (1940–2000) badał związek między ruchami tektonicznymi a metamorfizmem niskiego stopnia.